# Coupe d'Europe de ski alpin 2006-2007
Navigation
Édition précédente Édition suivante
La Coupe d'Europe de ski alpin 2006-2007 est la 36e édition de la Coupe d'Europe de ski alpin, compétition de ski alpin organisée annuellement par la Fédération internationale de ski. Elle se déroule du 25 novembre 2006 au 18 mars 2007 dans vingt-huit stations européennes réparties dans dix pays. Ce sont les autrichiens Anna Fenninger et Peter Struger qui remportent les classements généraux. Anna Fenninger conserve ainsi son titre acquis en 2005-2006.

## Déroulement de la saison
La saison débute par deux slaloms masculins à Salla les 25 et 26 novembre 2006 et deux slaloms géants féminins à Ål les 3 et 4 décembre 2006. Elle comporte, après annulations et reports, quinze étapes masculines et seize étapes féminines réparties dans dix pays. Les finales ont lieu du 13 au 18 mars 2007 dans les stations italiennes de Madesimo et Santa Caterina di Valfurva. Chez les dames l'autrichienne et tenante du titre, future championne du monde et olympique, Anna Fenninger remporte trois slaloms géants et trois super G, qui lui valent la première place du classement en géant, la seconde en super G et surtout la première au classement général. Elle devient ainsi la deuxième double championne d'Europe après Marianna Salchinger dix ans auparavant, la quatrième hommes et femmes confondus. Chez les hommes le vainqueur du classement général est l'autrichien Peter Struger qui à l'inverse de sa compatriote ne remporte qu'une course et aucun classement de spécialité mais fait valoir sa polyvalence en étant classé dans quatre des cinq disciplines (descente, super G, slalom géant et combiné).

### Saison des messieurs
| \| Salla Levi \| Sites des compétitions en Fennoscandinavie |
| Salla Levi                                                  |

| \| San Vigilio Obereggen Serre Chevalier Pozza di Fassa Donnersbachwald La Plagne Chamonix Crans-Montana Tignes Sarentino Sella Nevea Oberjoch Patscherkofel Hermagor Kranjska Gora Madesimo Santa Caterina \| Les sites des compétitions situés dans les Alpes |
| San Vigilio Obereggen Serre Chevalier Pozza di Fassa Donnersbachwald La Plagne Chamonix Crans-Montana Tignes Sarentino Sella Nevea Oberjoch Patscherkofel Hermagor Kranjska Gora Madesimo Santa Caterina                                                        |

### Saison des dames
| \| Ål Hemsedal Bansko Abetone La Molina Pal Formigal \| Sites des compétitions en Europe (hors des Alpes) |
| Ål Hemsedal Bansko Abetone La Molina Pal Formigal                                                         |

| \| Schruns Kaunertal Melchsee-Frutt Megève Courchevel St-Moritz Tarvisio Haus im Ennstal Bischofswiesen Sella Nevea Madesimo Santa Caterina \| Les sites des compétitions situés dans les Alpes |
| Schruns Kaunertal Melchsee-Frutt Megève Courchevel St-Moritz Tarvisio Haus im Ennstal Bischofswiesen Sella Nevea Madesimo Santa Caterina                                                        |

## Classement général
Les vainqueurs des classements généraux sont les autrichiens Anna Fenninger et Peter Struger. Chez les hommes l'équipe autrichienne truste le podium et classe cinq skieurs parmi les sept premiers, alors que sept nationalités différentes sont représentées dans le top dix féminin.
| Rang | Nom                   | Points | Victoire(s) | Podium(s) |
| ---- | --------------------- | ------ | ----------- | --------- |
| 1    | Peter Struger         | 608    | 1           | 4         |
| 2    | Alexander Koll (de)   | 605    | 2           | 5         |
| 3    | Matthias Lanzinger    | 543    | 1           | 4         |
| 4    | Carlo Janka           | 529    |             | 2         |
| 5    | Olivier Brand (de)    | 475    | 2           | 4         |
| 6    | Philipp Schörghofer   | 471    | 2           | 2         |
| 7    | Christoph Alster (de) | 45     | 2           | 2         |
| 8    | Marcus Sandell        | 452    | 2           | 3         |
| 9    | Sébastien Pichot (it) | 412    |             | 2         |
| 10   | Johan Clarey          | 410    | 3           | 4         |

| Rang | Nom                     | Points | Victoire(s) | Podium(s) |
| ---- | ----------------------- | ------ | ----------- | --------- |
| 1    | Anna Fenninger          | 884    | 6           | 7         |
| 2    | Maruša Ferk             | 774    | 2           | 4         |
| 3    | Camilla Alfieri (it)    | 639    |             | 6         |
| 4    | Eva-Maria Brem          | 553    | 2           | 3         |
| 5    | Stefanie Köhle          | 546    | 1           | 2         |
| 6    | Christine Sponring      | 511    | 3           | 5         |
| 7    | Veronika Zuzulová       | 510    | 3           | 5         |
| 8    | Célina Hangl            | 462    | 2           | 3         |
| 9    | Olivia Bertrand         | 436    | 1           | 2         |
| 10   | Carolin Fernsebner (de) | 435    | 1           | 3         |
| 10   | Viktoria Rebensburg     | 435    | 2           | 3         |

## Classements de chaque discipline
Les noms en gras remportent les titres des disciplines.

### Descente
La saison est marquée par de nombreuses annulations (Chamonix, Crans Montana et Patscherkofel pour les hommes, Megève, Tarvisio, Haus im Ennstal et Formigal pour les femmes) et finalement seules trois descentes masculines et trois descentes féminines peuvent avoir lieu. Les vainqueurs des classements de descente sont l'autrichienne Christine Sponring avec deux victoires en trois courses et le français Johan Clarey qui a remporté les deux premières courses et fini troisième de la dernière.
| Rang | Nom                   | Points | Victoire(s) | Podium(s) |
| ---- | --------------------- | ------ | ----------- | --------- |
| 1    | Johan Clarey          | 260    | 2           | 3         |
| 2    | Georg Streitberger    | 240    | 1           | 3         |
| 3    | David Poisson         | 165    |             | 1         |
| 4    | Walter Girardi (it)   | 142    |             | 1         |
| 5    | Silvano Varettoni     | 99     |             |           |
| 6    | Beni Hofer (de)       | 93     |             |           |
| 7    | Rok Perko             | 80     |             | 1         |
| 8    | Christoph Alster (de) | 72     |             |           |
| 8    | Guillermo Fayed       | 72     |             |           |
| 10   | Cyril Nocenti (de)    | 65     |             |           |

| Rang | Nom                 | Points | Victoire(s) | Podium(s) |
| ---- | ------------------- | ------ | ----------- | --------- |
| 1    | Christine Sponring  | 236    | 2           | 2         |
| 2    | Lara Gut            | 210    |             | 2         |
| 3    | Lucia Mazzotti (it) | 162    | 1           | 1         |
| 4    | Anne-Sophie Barthet | 149    |             | 1         |
| 5    | Elena Fanchini      | 120    | 0           | 2         |
| 6    | Daniela Müller (de) | 109    |             |           |
| 7    | Stefanie Moser      | 91     |             |           |
| 8    | Anémone Marmottan   | 86     |             |           |
| 9    | Ingrid Rumpfhuber   | 80     |             |           |
| 10   | Urška Rabič         | 71     |             |           |

### Super G
Les vainqueurs des classements de super G sont l'autrichienne Anna Fenninger et le suisse Olivier Brand (de) (avec deux victoires et deux secondes places en quatre courses),. Chez les femmes les autrichiennes s'accaparent l'intégralité du podium et sont même huit parmi les dix (et même les neuf) meilleures.
| Rang | Nom                   | Points | Victoire(s) | Podium(s) |
| ---- | --------------------- | ------ | ----------- | --------- |
| 1    | Olivier Brand (de)    | 360    | 2           | 4         |
| 2    | Christoph Alster (de) | 285    | 2           | 2         |
| 3    | Peter Struger         | 216    |             | 2         |
| 4    | Walter Girardi (it)   | 194    |             | 2         |
| 5    | Konrad Hari           | 177    |             |           |
| 6    | Silvano Varettoni     | 173    |             | 1         |
| 7    | Cornel Züger (de)     | 151    |             |           |
| 8    | Alex Happacher        | 131    |             | 1         |
| 9    | Tobias Grünenfelder   | 114    |             |           |
| 10   | Beni Hofer (de)       | 102    |             |           |

| Rang | Nom                   | Points | Victoire(s) | Podium(s) |
| ---- | --------------------- | ------ | ----------- | --------- |
| 1    | Anna Fenninger        | 360    | 3           | 4         |
| 2    | Maria Holaus          | 325    | 1           | 3         |
| 3    | Stefanie Köhle        | 317    | 1           | 2         |
| 4    | Stefanie Moser        | 225    | 1           | 2         |
| 5    | Tina Weirather        | 170    |             | 1         |
| 6    | Daniela Zeiser        | 164    |             |           |
| 7    | Silvia Berger         | 160    | 0           | 2         |
| 8    | Regina Mader          | 153    |             |           |
| 9    | Christine Sponring    | 140    |             | 2         |
| 10   | Giulia Gianesini (it) | 122    |             |           |

### Géant
Les vainqueurs des classements de slalom géant sont l'italienne Camilla Alfieri (it) (sans remporter une seule course alors que sa Anna Fenninger dauphine en gagne trois) et le finlandais Marcus Sandell.
| Rang | Nom                      | Points | Victoire(s) | Podium(s) |
| ---- | ------------------------ | ------ | ----------- | --------- |
| 1    | Marcus Sandell           | 432    | 2           | 4         |
| 2    | Matthias Lanzinger       | 381    | 1           | 4         |
| 3    | Cyprien Richard          | 371    | 1           | 2         |
| 4    | Peter Struger            | 346    | 1           | 2         |
| 5    | Philipp Schörghofer      | 331    | 2           | 2         |
| 6    | Sébastien Pichot (it)    | 282    |             | 1         |
| 7    | Florian Eisath           | 268    | 1           | 1         |
| 8    | Thomas Mermillod-Blondin | 250    |             |           |
| 9    | Michael Zach (de)        | 241    |             | 1         |
| 10   | Gauthier de Tessières    | 218    | 1           | 2         |

| Rang | Nom                     | Points | Victoire(s) | Podium(s) |
| ---- | ----------------------- | ------ | ----------- | --------- |
| 1    | Camilla Alfieri (it)    | 506    |             | 6         |
| 2    | Anna Fenninger          | 416    | 3           | 3         |
| 3    | Olivia Bertrand         | 400    |             | 2         |
| 4    | Eva-Maria Brem          | 378    | 2           | 3         |
| 5    | Carolin Fernsebner (de) | 343    | 1           | 3         |
| 6    | Viktoria Rebensburg     | 331    | 2           | 3         |
| 7    | Andrea Dettling         | 193    |             |           |
| 8    | Regina Mader            | 190    |             |           |
| 8    | Alessia Pittin          | 190    |             |           |
| 10   | Mateja Robnik           | 185    |             |           |

### Slalom
Les vainqueurs des classements de slalom sont la slovaque Veronika Zuzulová et l'autrichien Alexander Koll (de). 
| Rang | Nom                   | Points | Victoire(s) | Podium(s) |
| ---- | --------------------- | ------ | ----------- | --------- |
| 1    | Alexander Koll (de)   | 510    | '           | 5         |
| 2    | Julien Lizeroux       | 400    | 2           | 5         |
| 3    | Giuliano Razzoli      | 341    |             | 1         |
| 4    | Manfred Pranger       | 280    | 2           | 3         |
| 5    | Suisse Sandro Viletta | 276    |             | 1         |
| 6    | Johan Brolenius       | 260    | 1           | 3         |
| 7    | Wolfgang Hörl         | 228    | 1           | 1         |
| 8    | Luca Moretti          | 219    |             |           |
| 9    | Mattias Hargin        | 216    |             |           |
| 10   | Christoph Nösig       | 199    |             |           |

| Rang | Nom                | Points | Victoire(s) | Podium(s) |
| ---- | ------------------ | ------ | ----------- | --------- |
| 1    | Veronika Zuzulová  | 460    | 3           | 5         |
| 2    | Célina Hangl       | 422    | 2           | 3         |
| 3    | Maruša Ferk        | 396    | 1           | 2         |
| 4    | Claire Dautherives | 368    |             | 3         |
| 5    | Aline Bonjour      | 345    |             | 3         |
| 6    | Sandra Gini        | 327    | 3           | 3         |
| 7    | Veronika Staber    | 276    |             |           |
| 8    | Fanny Chmelar      | 248    |             |           |
| 9    | Nina Løseth        | 238    |             |           |
| 10   | Karin Hölzl        | 235    | 0           | 2         |

### Combiné
Les vainqueurs des classements du combiné sont la slovène Maruša Ferk et le français Johan Clarey. 
| Rang | Nom                         | Points | Victoire(s) | Podium(s) |
| ---- | --------------------------- | ------ | ----------- | --------- |
| 1    | Johan Clarey                | 150    | 1           | 1         |
| 2    | Hans Olsson                 | 100    | 1           | 1         |
| 3    | Carlo Janka                 | 96     |             | 1         |
| 4    | Alexander Koll (de)         | 85     |             |           |
| 5    | Christian Flaschberger (de) | 82     |             |           |
| 6    | Lars Elton Myhre            | 80     |             | 1         |
| 7    | Beni Hofer (de)             | 67     |             | 1         |
| 8    | Romed Baumann               | 60     |             | 1         |
| 9    | Guillermo Fayed             | 58     |             |           |
| 9    | Alexandre Bouillot (it)     | 58     |             |           |

| Rang | Nom                  | Points | Victoire(s) | Podium(s) |
| ---- | -------------------- | ------ | ----------- | --------- |
| 1    | Maruša Ferk          | 132    | 1           | 1         |
| 2    | Daniela Zeiser       | 130    |             | 1         |
| 3    | Christine Sponring   | 100    | 1           | 1         |
| 4    | Johanna Schnarf      | 80     |             | 1         |
| 5    | Ilka Štuhec          | 76     |             |           |
| 6    | Karoline Trojer (it) | 69     |             |           |
| 7    | Katrin Triendl (de)  | 64     |             |           |
| 8    | Lucia Mazzotti (it)  | 60     |             | 1         |
| 8    | Sandrine Aubert      | 60     |             | 1         |
| 10   | Anne-Sophie Barthet  | 45     |             |           |
| 10   | Urška Rabič          | 45     |             |           |

## Calendrier et résultats

### Messieurs
| N°      | Lieu                   | Date             | Épreuve   | Vainqueur                                            | Deuxième                                             | Troisième                                            |
| ------- | ---------------------- | ---------------- | --------- | ---------------------------------------------------- | ---------------------------------------------------- | ---------------------------------------------------- |
| 1       | Salla                  | 25 novembre 2006 | Slalom    | Oscar Andersson (it)                                 | Alexander Koll (de)                                  | Julien Lizeroux                                      |
| 2       | Salla                  | 26 novembre 2006 | Slalom    | Julien Lizeroux                                      | Alexander Koll (de)                                  | Hannes Brenner (it)                                  |
| 3       | Levi                   | 28 novembre 2006 | Géant     | Oscar Andersson (it)                                 | Alexander Koll (de)                                  | Julien Lizeroux                                      |
| 4       | Levi                   | 29 novembre 2006 | Géant     | Julien Lizeroux                                      | Alexander Koll (de)                                  | Hannes Brenner (it)                                  |
| 5       | San Vigilio di Marebbe | 15 décembre 2006 | Géant     | Florian Eisath                                       | Omar Longhi (it)                                     | Manfred Mölgg                                        |
| 6       | Obereggen              | 19 décembre 2006 | Slalom    | Manfred Pranger                                      | Julien Lizeroux                                      | Jukka Leino                                          |
| 7       | Serre Chevalier        | 8 janvier 2007   | Géant     | Marcus Sandell                                       | Cyprien Richard                                      | Matthias Lanzinger                                   |
| 8       | Serre Chevalier        | 9 janvier 2007   | Géant     | Philipp Schörghofer                                  | Sébastien Pichot (it)                                | Matthias Lanzinger                                   |
| 9       | Pozza di Fassa         | 10 janvier 2007  | Slalom    | Manfred Pranger                                      | Alexander Koll (de)                                  | Julien Lizeroux                                      |
| 10      | Donnersbachwald        | 13 janvier 2007  | Slalom    | Alexander Koll (de)                                  | Sandro Viletta                                       | Jukka Leino                                          |
| 11      | Donnersbachwald        | 14 janvier 2007  | Slalom    | Julien Lizeroux                                      | Manfred Pranger                                      | Truls Ove Karlsen                                    |
| 12      | La Plagne              | 18 janvier 2007  | Géant     | Philipp Schörghofer                                  | Matthias Lanzinger                                   | Gauthier de Tessières                                |
| 13      | La Plagne              | 19 janvier 2007  | Géant     | Gauthier de Tessières                                | Sébastien Pichot (it)                                | Joël Chenal                                          |
| -       | Chamonix               | 18 janvier 2007  | Descente  | Épreuves annulées faute d'un enneigement suffisant,. | Épreuves annulées faute d'un enneigement suffisant,. | Épreuves annulées faute d'un enneigement suffisant,. |
| -       | Chamonix               | 19 janvier 2007  | Descente  | Épreuves annulées faute d'un enneigement suffisant,. | Épreuves annulées faute d'un enneigement suffisant,. | Épreuves annulées faute d'un enneigement suffisant,. |
| -       | Crans Montana          | 31 janvier 2007  | Descente  | Épreuves annulées.                                   | Épreuves annulées.                                   | Épreuves annulées.                                   |
| -       | Crans Montana          | 1er février 2007 | Combiné   | Épreuves annulées.                                   | Épreuves annulées.                                   | Épreuves annulées.                                   |
| -       | Crans Montana          | 1er février 2007 | Descente  | Épreuves annulées.                                   | Épreuves annulées.                                   | Épreuves annulées.                                   |
| 14      | Tignes                 | 1er février 2007 | Super G   | Christoph Alster (de)                                | Olivier Brand (de)                                   | Walter Girardi (it)                                  |
| 15      | Tignes                 | 2 février 2007   | Super G   | Olivier Brand (de)                                   | Silvano Varettoni                                    | Walter Girardi (it)                                  |
| 16      | Sarentino              | 7 février 2007   | Descente  | Johan Clarey                                         | Georg Streitberger                                   | Walter Girardi (it)                                  |
| 17      | Sarentino              | 9 février 2007   | Combiné   | Johan Clarey                                         | Carlo Janka                                          | Beni Hofer (de)                                      |
| 18      | Sarentino              | 9 février 2007   | Descente, | Johan Clarey                                         | David Poisson                                        | Georg Streitberger                                   |
| -       | Sarentino              | 9 février 2007   | Super G   | Épreuve annulée.                                     | Épreuve annulée.                                     | Épreuve annulée.                                     |
| 19      | Sella Nevea            | 14 février 2007  | Super G   | Olivier Brand (de)                                   | Peter Struger                                        | Alex Happacher                                       |
| 20      | Sella Nevea            | 14 février 2007  | Super G   | Christoph Alster (de)                                | Olivier Brand (de)                                   | Peter Struger                                        |
| 21      | Oberjoch               | 16 février 2007  | Slalom    | Alexander Koll (de)                                  | Johan Brolenius                                      | Hannes Brenner (it)                                  |
| 22      | Oberjoch               | 17 février 2007  | Slalom    | Johan Brolenius                                      | Giuliano Razzoli                                     | Christoph Dreier                                     |
| -       | Patscherkofel          | 22 février 2007  | Descente  | Épreuves annulées.                                   | Épreuves annulées.                                   | Épreuves annulées.                                   |
| -       | Patscherkofel          | 23 février 2007  | Descente  | Épreuves annulées.                                   | Épreuves annulées.                                   | Épreuves annulées.                                   |
| 23      | Hermagor               | 27 février 2007  | Géant     | Matthias Lanzinger                                   | Mirko Deflorian                                      | Wolfgang Hörl                                        |
| -       | Hermagor               | 27 février 2007  | Géant     | Épreuve annulée.                                     | Épreuve annulée.                                     | Épreuve annulée.                                     |
| -       | Kranjska Gora          | 11 mars 2007     | Slalom    | Épreuves annulées.                                   | Épreuves annulées.                                   | Épreuves annulées.                                   |
| -       | Kranjska Gora          | 12 mars 2007     | Slalom    | Épreuves annulées.                                   | Épreuves annulées.                                   | Épreuves annulées.                                   |
| Finales |                        |                  |           |                                                      |                                                      |                                                      |
| 24      | Madesimo               | 14 mars 2007     | Géant     | Wolfgang Hörl                                        | Johan Brolenius                                      | Ondřej Bank                                          |
| 25      | Madesimo               | 15 mars 2007     | Slalom    | Cyprien Richard                                      | Carlo Janka                                          | Michael Gufler                                       |
| 26      | Santa Caterina         | 17 mars 2007     | Combiné   | Hans Olsson                                          | Lars Elton Myhre                                     | Romed Baumann                                        |
| 27      | Santa Caterina         | 17 mars 2007     | Descente, | Georg Streitberger                                   | Rok Perko                                            | Johan Clarey                                         |
| -       | Santa Caterina         | 18 mars 2007     | Super G   | Épreuve annulée.                                     | Épreuve annulée.                                     | Épreuve annulée.                                     |

### Dames
| N°      | Lieu            | Date             | Épreuve   | Vainqueur               | Deuxième                | Troisième                          |
| ------- | --------------- | ---------------- | --------- | ----------------------- | ----------------------- | ---------------------------------- |
| 1       | Ål              | 3 décembre 2006  | Géant     | Eva-Maria Brem          | Olivia Bertrand         | Karen Putzer                       |
| 2       | Ål              | 4 décembre 2006  | Géant     | Olivia Bertrand         | Eva-Maria Brem          | Camilla Alfieri (it)               |
| 3       | Hemsedal        | 6 décembre 2006  | Super G   | Stefanie Moser          | Maria Holaus            | Christine Sponring                 |
| 4       | Hemsedal        | 8 décembre 2006  | Super G   | Maria Holaus            | Christine Sponring      | Stefanie Moser                     |
| 5       | Schruns         | 18 décembre 2006 | Slalom    | Kathrin Zettel          | Veronika Zuzulová       | Kathrin Hölzl                      |
| 6       | Schruns         | 19 décembre 2006 | Slalom    | Veronika Zuzulová       | Michaela Kirchgasser    | Katrin Triendl (de)                |
| 7       | Kaunertal       | 20 décembre 2006 | Géant     | Anna Fenninger          | Camilla Alfieri (it)    | Geneviève Simard                   |
| 8       | Kaunertal       | 21 décembre 2006 | Géant     | Anna Fenninger          | Andrea Dettling         | Taïna Barioz                       |
| 9       | Melchsee-Frutt  | 5 janvier 2007   | Slalom    | Célina Hangl            | Maruša Ferk             | Aline Bonjour                      |
| 10      | Melchsee-Frutt  | 6 janvier 2007   | Slalom    | Maruša Ferk             | Célina Hangl            | Simone Streng (de)                 |
| -       | Megève          | 11 janvier 2007  | Descente  | Épreuve annulée.        | Épreuve annulée.        | Épreuve annulée.                   |
| 11      | Courchevel      | 13 janvier 2007  | Slalom    | Sandra Gini             | Nina Løseth             | Claire Dautherives Veronika Staber |
| 12      | Courchevel      | 14 janvier 2007  | Slalom    | Sandra Gini             | Claire Dautherives      | Frida Hansdotter                   |
| 13      | Saint-Moritz    | 16 janvier 2007  | Combiné   | Maruša Ferk             | Daniela Zeiser          | Sandrine Aubert                    |
| 14      | Saint-Moritz    | 16 janvier 2007  | Super G,  | Anna Fenninger          | Tina Weirather          | Maruša Ferk                        |
| 15      | Saint-Moritz    | 17 janvier 2007  | Super G   | Anna Fenninger          | Maria Holaus            | Regina Mader                       |
| 16      | Saint-Moritz    | 18 janvier 2007  | Descente  | Lucia Mazzotti (it)     | Anne-Sophie Barthet     | Andrea Dettling                    |
| -       | Tarvisio        | 18 janvier 2007  | Descente  | Épreuves annulées.      | Épreuves annulées.      | Épreuves annulées.                 |
| -       | Tarvisio        | 19 janvier 2007  | Descente  | Épreuves annulées.      | Épreuves annulées.      | Épreuves annulées.                 |
| -       | Haus im Ennstal | 24 janvier 2007  | Descente  | Épreuves annulées.      | Épreuves annulées.      | Épreuves annulées.                 |
| -       | Haus im Ennstal | 26 janvier 2007  | Descente  | Épreuves annulées.      | Épreuves annulées.      | Épreuves annulées.                 |
| 17      | Bansko          | 29 janvier 2007  | Géant     | Viktoria Rebensburg     | Carolin Fernsebner (de) | Camilla Alfieri (it)               |
| -       | Bansko          | 30 janvier 2007  | Géant     | Épreuve annulée.        | Épreuve annulée.        | Épreuve annulée.                   |
| 18      | Bischofswiesen  | 2 février 2007   | Slalom    | Resi Stiegler           | Veronika Zuzulová       | Veronika Staber                    |
| 19      | Bischofswiesen  | 3 février 2007   | Slalom    | Veronika Zuzulová       | Kathrin Hölzl           | Resi Stiegler                      |
| 20      | Abetone         | 5 février 2007   | Géant     | Anna Fenninger          | Viktoria Rebensburg     | Carolin Fernsebner (de)            |
| -       | Abetone         | 6 février 2007   | Géant     | Épreuve annulée.        | Épreuve annulée.        | Épreuve annulée.                   |
| 21      | Sella Nevea     | 15 février 2007  | Super G   | Anna Fenninger          | Silvia Berger           | Stefanie Köhle                     |
| 22      | Sella Nevea     | 16 février 2007  | Super G   | Stefanie Köhle          | Silvia Berger           | Anna Fenninger                     |
| 23      | La Molina       | 19 février 2007  | Géant     | Carolin Fernsebner (de) | Andrea Fischbacher      | Camilla Alfieri (it)               |
| 24      | La Molina       | 20 février 2007  | Géant     | Viktoria Rebensburg     | Andrea Fischbacher      | Camilla Alfieri (it)               |
| 25      | Pal             | 22 février 2007  | Slalom    | Célina Hangl            | Aline Bonjour           | Nina Perner (de)                   |
| 26      | Pal             | 23 février 2007  | Slalom    | Sandra Gini             | Claire Dautherives      | θAline Bonjour                     |
| -       | Formigal        | 25 février 2007  | Super G   | Épreuves annulées.      | Épreuves annulées.      | Épreuves annulées.                 |
| -       | Formigal        | 27 février 2007  | Descente  | Épreuves annulées.      | Épreuves annulées.      | Épreuves annulées.                 |
| Finales |                 |                  |           |                         |                         |                                    |
| 27      | Madesimo        | 13 mars 2007     | Géant     | Eva-Maria Brem          | Camilla Alfieri (it)    | Nina Løseth                        |
| 28      | Madesimo        | 14 mars 2007     | Slalom    | Veronika Zuzulová       | Therese Borssén         | Chiara Costazza                    |
| -       | Santa Caterina  | 15 mars 2007     | Super G   | Épreuve annulée.        | Épreuve annulée.        | Épreuve annulée.                   |
| 29      | Santa Caterina  | 16 mars 2007     | Combiné   | Christine Sponring      | Johanna Schnarf         | Lucia Mazzotti (it)                |
| 30      | Santa Caterina  | 16 mars 2007     | Descente, | Christine Sponring      | Lara Gut                | Elena Fanchini                     |
| 31      | Santa Caterina  | 17 mars 2007     | Descente  | Christine Sponring      | Lara Gut                | Elena Fanchini                     |